# بيت المهدي (قفل شمر)

تعديل مصدري - تعديل

بيت المهدي هي إحدى قرى عزلة بني جل بمديرية قفل شمر التابعة لمحافظة حجة، بلغ تعداد سكانها 405 نسمة حسب تعداد اليمن لعام 2004.